# Ronde van Emilia 1942
De 28ste editie van de wielerwedstrijd Ronde van Emilia vond plaats op 31 mei 1942. De wedstrijd startte in Bologna en finishte 235 kilometer later in Bologna. De Italiaan Adolfo Leoni won de wedstrijd.

## Uitslag
| Plaats  | Naam              | Ploeg   | Tijd     |
| ------- | ----------------- | ------- | -------- |
| Winnaar | Adolfo Leoni      | Bianchi | 6u52'00" |
| 2       | Aldo Bini         | Bianchi | z.t.     |
| 3       | Cino Cinelli      | Bianchi | z.t.     |
| 4       | Gino Bartali      | Legnano | z.t.     |
| 5       | Fausto Coppi      | Legnano | z.t.     |
| 6       | Quirino Toccaceli |         | z.t.     |
| 7       | Fiorenzo Magni    | Bianchi | z.t.     |
| 8       | Giovanni Brotto   | Bianchi | z.t.     |
| 9       | Pietro Chiappini  | Legnano | z.t.     |
| 10      | Alfredo Martini   | Bianchi | + 0’20"  |

Mannen:
1909 · 1910 · 1911 · 1912 · 1913 · 1914 · 1915 · 1916 · 1917 · 1918 · 1919 · 1920 · 1921 · 1922 · 1923 · 1924 · 1925 · 1926 · 1927 · 1928 · 1929 · 1930 · 1931 · 1932 · 1933 · 1934 · 1935 · 1936 · 1937 · 1938 · 1939 · 1940 · 1941 · 1942 · 1943 · 1944 · 1945 · 1946 · 1947 · 1948 · 1949 · 1950 · 1951 · 1952 · 1953 · 1954 · 1955 · 1956 · 1957 · 1958 · 1959 · 1960 · 1961 · 1962 · 1963 · 1964 · 1965 · 1966 · 1967 · 1968 · 1969 · 1970 · 1971 · 1972 · 1973 · 1974 · 1975 · 1976 · 1977 · 1978 · 1979 · 1980 · 1981 · 1982 · 1983 · 1984 · 1985 · 1986 · 1987 · 1988 · 1989 · 1990 · 1991 · 1992 · 1993 · 1994 · 1995 · 1996 · 1997 · 1998 · 1999 · 2000 · 2001 · 2002 · 2003 · 2004 · 2005 · 2006 · 2007 · 2008 · 2009 · 2010 · 2011 · 2012 · 2013 · 2014 · 2015 · 2016 · 2017 · 2018 · 2019 · 2020 · 2021 · 2022 · 2023 · 2024
Vrouwen:
2014 · 2015 · 2016 · 2017 · 2018 · 2019 · 2020 · 2021 · 2022 · 2023 · 2024